# Stained Class

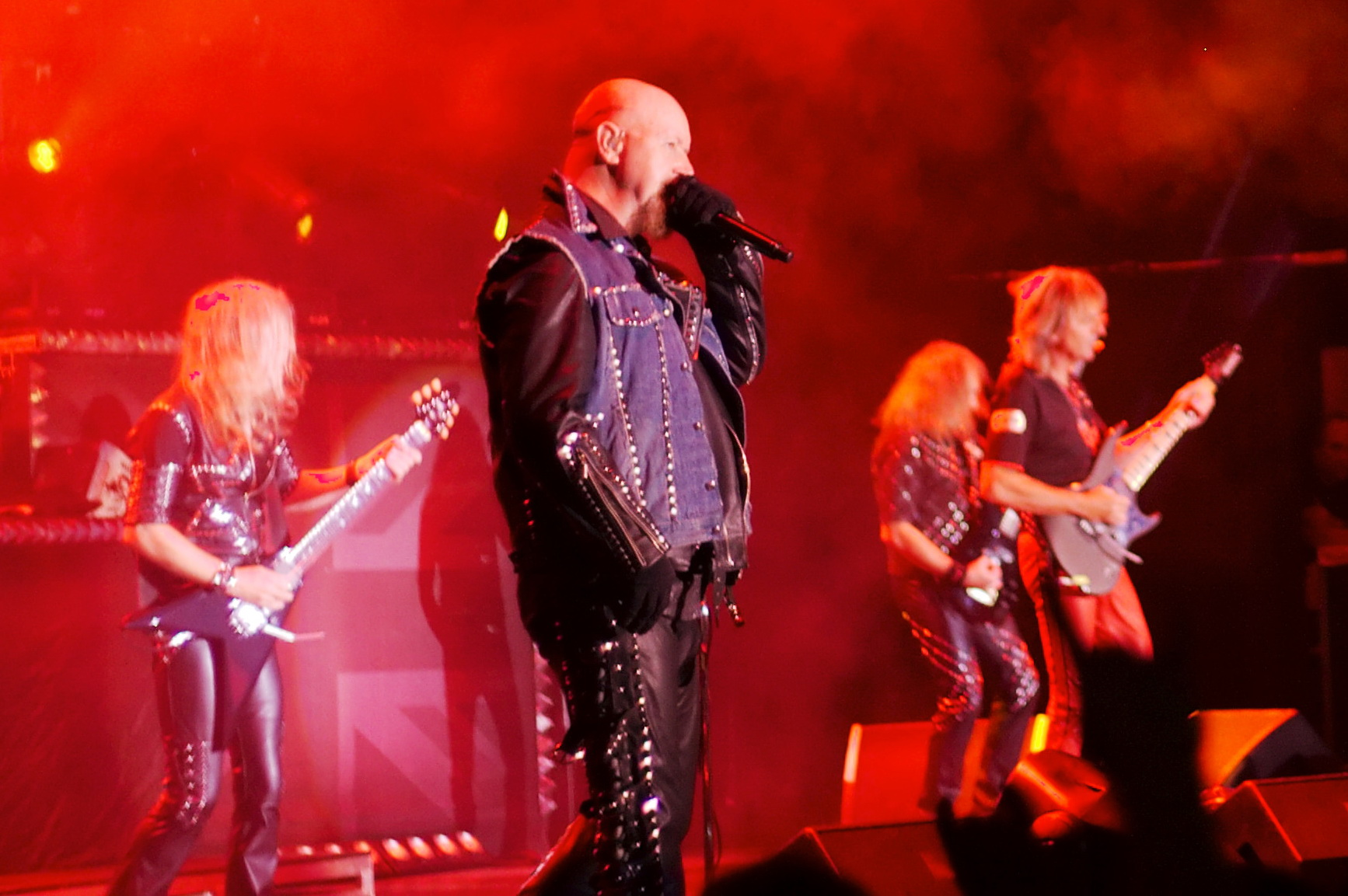
Judas Priest en Milwaukee.

Stained Class es el cuarto álbum de estudio de la banda británica de heavy metal Judas Priest, publicado en 1978 por CBS Records para el Reino Unido y por Columbia Records para los Estados Unidos. Es el primer trabajo en el que participa el batería Les Binks, que había ingresado a la banda en el año anterior.
Según la prensa especializada es una de sus obras más grandes y una de las más influyentes para el thrash metal y speed metal, y a su vez también para la llamada Nueva ola del heavy metal británico. Sus letras van desde el ocultismo, la ciencia ficción, la fantasía y temas futuristas, que lo convierten en una de sus producciones más oscuras.
Por otra parte, en el 2001 se remasterizó con dos pistas adicionales; «Fire Burns Below» grabada durante las sesiones de Ram It Down y una versión en vivo de «Better By You, Better Than Me». Además, en el 2005 la revista alemana Rock Hard lo colocó en el puesto 307 de su lista los 500 grandes álbumes del rock y metal de todos los tiempos.

## Antecedentes
Tras culminar la gira Sin After Sin Tour la banda regresó a Londres donde se reunieron con su nuevo productor Dennis MacKay, que hasta ese entonces era conocido por su trabajo con varios artistas del jazz. Su producción se llevó a cabo en Chipping Norton Studios en Cotswold durante octubre y noviembre de 1977, donde se grabaron todas las canciones a excepción de una.
En diciembre del mismo año y antes de iniciar el proceso de masterización, el sello CBS les solicitó que grabaran un cover de alguna de sus canciones favoritas para publicarlo como sencillo. Es por ello que con el productor James Guthrie —ya que MacKay no estaba disponible por tener compromisos con otras bandas— se trasladaron a Utopia Studios, donde grabaron el tema «Better By You, Better Than Me» de los ingleses Spooky Tooth. Finalmente las canciones grabadas con MacKay se mezclaron en los Trident Studios de Londres, mientras que «Better By You, Better Than Me» se mezcló en Advision Studios durante los meses de diciembre y enero.

## Lanzamiento y promoción
Se lanzó oficialmente el 10 de febrero de 1978 por CBS Records para el Reino Unido y Europa, por el sello Columbia para el mercado estadounidense y para Japón a través de Epic Records. Alcanzó el puesto 27 en la lista británica UK Albums Chart y se convirtió en el primer disco de la banda en ingresar en los Billboard 200 de los Estados Unidos, en el lugar 173. Para el año 1989 el organismo Recording Industry Association of America certificó al álbum con disco de oro, tras vender más de 500 000 copias en los Estados Unidos.
En cuanto a su promoción, en enero del mismo año el sello CBS lanzó el sencillo «Better By You, Better Than Me» en formato vinilo de 7" y a su vez el 19 de enero comenzó la gira Stained Class Tour, que recorrió varias ciudades del Reino Unido y los Estados Unidos, y que les permitió llegar por primera vez a Japón a fines de agosto.

## Portada
Basándose en las letras controversiales y futuristas del álbum, el director de arte de CBS, Roslaw Szaybo, creó su nuevo y más conocido logotipo que fue pintado originalmente de color gris para resaltarlo del fondo de la portada. Junto con este, Szaybo esculpió una cabeza metálica, que posee una mancha en el ojo y parte del rostro que según él representa la corrupción del hombre. A su vez esta es penetrada por un láser a la altura del cráneo, que representa el juicio a la tiranía de aquella clase manchada.

## Controversia y posterior juicio de 1990
En 1990, la banda se vio involucrado en un juicio civil donde se les acusó como involucrados indirectos de intento de suicidio de dos de sus fanáticos; James Vance de 20 años y Ray Belknap de 19, ambos de Reno (Nevada) en los Estados Unidos. Según la corte el 23 de diciembre de 1985 ambos irían a una plaza infantil cerca de una Iglesia luterana, sin embargo, se embriagaron. Bajo ese estado Belknap tomó una escopeta de calibre doce y se la puso bajo su mentón y procedió a disparar, muriendo instantáneamente. Por su parte, Vance se disparó con la misma arma en el rostro, pero sobrevivió con severas heridas que desfiguraron su cara. Tres años después Vance falleció por sobredosis de analgésicos.
Los padres de Vance y su equipo jurídico liderado por el abogado Ken McKenna, alegaron que durante el intento de suicidio de su hijo escuchaban el álbum; en especial las canciones «Exciter» y «Better By You, Better Than Me». Esta última según McKenna poseía el mensaje subliminal, «Do it» —"hazlo" en español—, que conllevó al intento de suicidio de ambos jóvenes. El juicio de llevó a cabo durante tres semanas y fue seguida tanto por los fanáticos de la banda como por la industria musical.
En una moción previa al juicio, el juez dictaminó que los mensajes subliminales eran incapaces de provocar dichas decisiones en ellos, rigiéndose en la Primera Enmienda a la Constitución de los Estados Unidos, ya que ellos no se notaban y por lo tanto no forman parte de un diálogo. Timothy Moore quien testificó en nombre de la banda, declaró que los demandantes solo «lograron una victoria para que el caso fuese llevado a juicio». Finalmente el caso fue desestimado, con la conclusión de que cualquier mensaje subliminal dentro de la grabación, en el caso de que existiese, no son responsables de los suicidios. A pesar de dicha resolución, la corte condenó al sello CBS Records a cancelar 40 000 dólares a la familia.
Más tarde, Timothy Moore dio una crónica del juicio en un artículo de la revista Skeptical Inquirer. A su vez el juicio se dio a conocer a la opinión pública en 1992, con el documental Dream Deceivers: The Story Behind James Vance and Judas Priest. En él, Rob Halford comenta que la supuesta oración «do it» no tiene implicancia alguna en hacer algo en particular. Por otro lado y luego de la resolución de la corte, el juicio fue parodiado por el comediante Bill Hicks donde realizó la pregunta "¿Qué banda quiere que sus fanáticos mueran?". Además, el también comediante Denis Leary en su rutina stand up llamada No Cure for Cancer, mencionó que las bandas de heavy metal deberían poner más mensajes subliminales en sus grabaciones como «mata a la banda, mata a tus padres y luego mátate a ti mismo».

## Lista de canciones
| N.º | Título                                                  | Escritor(es)             | Duración |  |
| 1.  | «Exciter»                                               | Halford, Tipton          | 5:34     |  |
| 2.  | «White Heat, Red Hot»                                   | Tipton                   | 4:20     |  |
| 3.  | «Better By You, Better Than Me» (cover de Spooky Tooth) | Gary Wright              | 3:24     |  |
| 4.  | «Stained Class»                                         | Halford, Tipton          | 5:19     |  |
| 5.  | «Invader»                                               | Halford, Hill, Tipton    | 4:12     |  |
| 6.  | «Saints in Hell»                                        | Downing, Halford, Tipton | 5:30     |  |
| 7.  | «Savage»                                                | Downing, Halford         | 3:27     |  |
| 8.  | «Beyond the Realms of Death»                            | Binks, Halford           | 6:53     |  |
| 9.  | «Heroes End»                                            | Tipton                   | 5:01     |  |

| Pistas adicionales en reedición de 2001 |                                                                                            |                 |          |  |
| N.º                                     | Título                                                                                     | Escritor(es)    | Duración |  |
| 10.                                     | «Fire Burns Below» (grabado durante las sesiones de Ram It Down)                           | Halford, Tipton | 6:58     |  |
| 11.                                     | «Better By You, Better Than Me» (en vivo grabado en Los Ángeles, 13 de septiembre de 1990) | Wright          | 3:24     |  |

## Músicos
- Rob Halford: voz
- K.K. Downing: guitarra eléctrica
- Glenn Tipton: guitarra eléctrica y coros
- Ian Hill: bajo
- Les Binks: batería